# Jordanus Nemorarius
Jordanus Nemorarius fue un matemático a finales del siglo XII

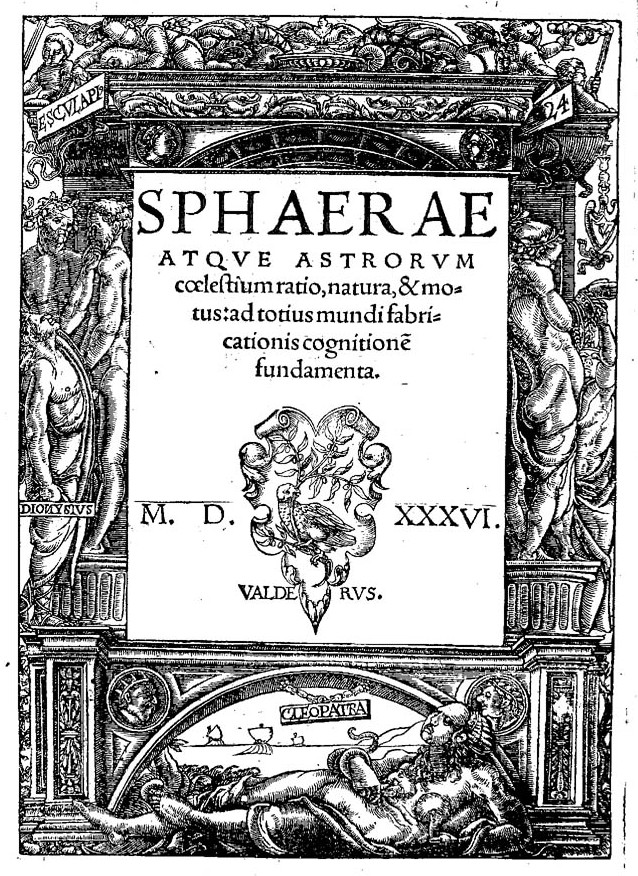
Sphaerae atque astrorum coelestium ratio, natura, et motus, 1536

## Identificación
Se conocen varios trabajos suyos, pero no se sabe nada de su vida. El dominico inglés Nicolas Triveth en una crónica, lo identifica con Jordanus Saxo o Jordán de Sajonia, quien en 1222 fue el sucesor de Santo Domingo de Guzmán como superior de la orden y a quien atribuye las obras de Nemorarius De ponderibus Jordani y De lineis datis Jordani. Es sobre esta base que se afirma que nació en Borgentreich, (actualmente distrito de Höxter, Renania del Norte-Westfalia, Alemania y murió en un naufragio. Sin embargo, Hughes (1981) cuestiona esta identificación, porque ni Nemorarius se identifica como sacerdote ni como Saxo ni el superior dominico es referido como Nemorarius en los documentos de su época, ni el nombre de Jordanus Nemorarius aparece en ninguna lista de clérigos.
La única referencia probada es una nota de 1250 de Richard de Fournival, canciller de la Catedral de Amiens, que enumera las obras que deseaba obtener para la biblioteca, e incluye cuatro libros de "Jordanus Nemorarius".

## Obras

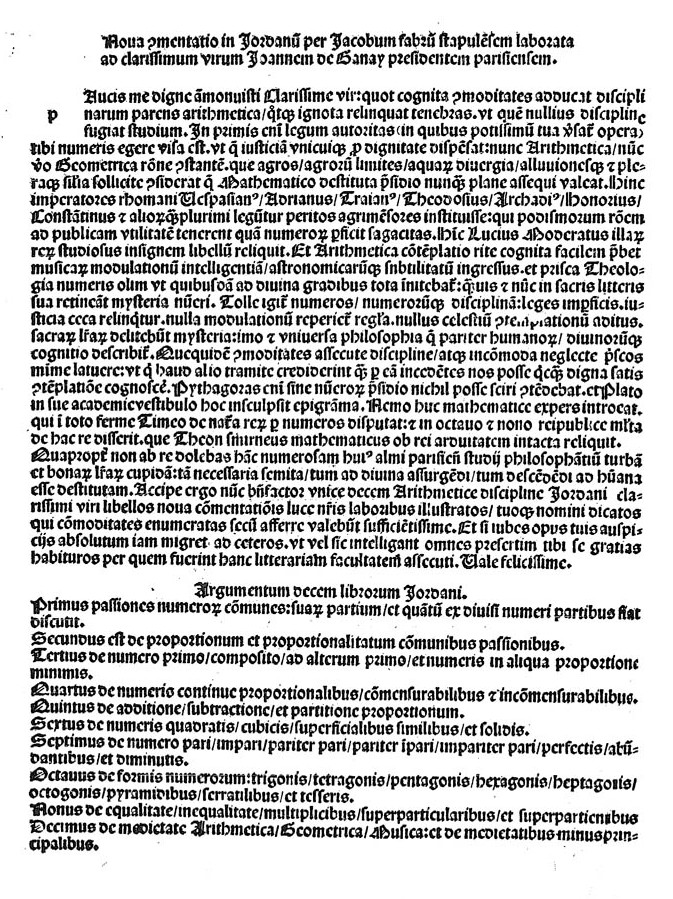
Demonstrationes in Arithmetica

Escribió trabajos de Aritmética, Geometría, Álgebra, Física y Astronomía. Su obra más importante es De Numeris Datis, primer tratado de álgebra avanzada escrito en Europa, que continúa el trabajo de al-Khwarizmi sobre la resolución de ecuaciones de segundo grado, pero dando fórmulas generales, en lugar de ejemplos concretos y usando por primera vez letras, para representar cantidades arbitrarias.
- Communis et consuetus, sobre las operaciones integrales.
- De elementis arismetice artis o Elementa Arismeticae sobre Teoría de números, fue impreso en París en 1496 y en 1514, por orden de Lefevre d'Etaples, quien agregó algunas proposiciones.
- Demonstratio de plana spera sobre la Proyección estereográfica, publicado por Valderus, en Basilea, en 1536, como parte de una colección sobre Cosmología.
- Elementa super demonstrationem ponderum o De ponderibus, un tratado de estática en nueve proposiciones, que parece haber sido una introducción aun fragmento sobre la balanza romana, atribuido a Charistion (siglo II a. C.). Ofrece una importante demostración de la ley de la palanca recta, que introduce por primera vez el método del trabajo virtual y añade otros principios sobre pesos y balanzas, algunos de los cuales son equivocados. No ha sido publicado.
- Liber De Numeris Datis su obra principal, en 4 tomos, un manual universitario sobre Álgebra, ecuaciones lineales y ecuaciones de segundo grado, publicado en 1879 por Treutlein .
- Liber philotegni o De triangulis sobre geometría, trata de la trisección del triángulo, publicado por M. Curtze en 1889.
- Demonstrato Algorismi sobre el sistema de numeración arábiga. La obra genuina de Jordanus fue examinada por Chasles y redescubierta por M. A. A. Bjornbo pero aún no ha sido publicada. El Algorithmus demonstratus publicado en Núremberg en 1534, por Petreius para Johannes Schoner reprodujo un anónimo encontrado por Regiomontanus y erróneamente atribuido a Jordanus, resultó ser una obra de Magister Gernardus.

Otras obras que se han atribuido a Jordanus Neorarius, son:
- De isoperimetris
- De proportionibus
- De ratione ponderis (sobre el peso)

Nemorarius no escribió un álgebra elemental seguramente porque estaban disponibles, tanto la traducción de Chester del álgebra de al-Khwârizmî (1145) y el Liber Abacci de Leonardo de Pisa, Fibonacci, de 1202. Es claro que Nemorarius conocía los Elementos y los Data de Euclides. No pudo conocer, la Aritmética de Diofanto, pues solo fue hallada por Regiomontanus en 1464.
La obra de Jordanus Nemorarius tuvo gran influencia, tanto a finales de la edad media, como en el Renacimiento y además de los conocimientos que aportó a la matemática, debe destacarse que inició la investigación de los problemas de la mecánica superando la visión de los problemas del equilibrio. Fue el fundador de la escuela medieval de mecánica, fue el primero en formular correctamente la ley del plano inclinado e investigó sobre la conservación del trabajo en las máquinas simples. El método de trabajo virtual, empleado por Jordanus para justificar la ley del equilibrio de la palanca recta, proveyó a un autor anónimo de finales del siglo XIV para realizar algunas demostraciones de la ley del equilibrio de la palanca doblada y del peso evidente de un cuerpo pesado en un plano inclinado, demostraciones de las cuales se apropió Nicolás de Tartaglia.